# Ex Africa
Ex Africa è una raccolta di poesie scritto da Karen Blixen nel 1915.